# Gianfranco Dallaporta
La nave oceanografica G. Dallaporta è una nave della Finship Srl usata fino al 2023 in esclusiva dal Consiglio Nazionale delle Ricerche per ricerche sulla consistenza degli stock ittici, attività oceanografiche, e sullo studio dei fondali marini. La nave è attrezzata per la pesca a strascico o con rapido, per effettuare campionature e studi biologici.
La nave ha base presso il porto di Ancona.